# 下延叉蕨
下延叉蕨（学名：Tectaria decurrens）为叉蕨科叉蕨属下的一个种。